# Marhecké rybníky
Marhecké rybníky jsou chráněný areál v katastrálních územích Malacky a Bažantnica v vojenském újezdu Záhorie v okrese Malacky v Bratislavském kraji na Slovensku. Území bylo vyhlášeno v roce 2009 a jeho rozloha je 57,48 hektaru. Předmětem ochrany jsou biotopy eutrofních a mezotrofních stojatých vod s vodními rostlinami a oligotrofní až mezotrofní vody s bentickou vegetací.